# Norma Lorimer

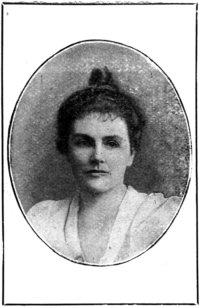
Norma Lorimer um 1899

Norma Octavia Lorimer (* 1864 in Auchterarder, Perthshire; † 14. Februar 1948 in Perth (Schottland)) war eine schottische Romanautorin und Reiseschriftstellerin, die auch „eine der bemerkenswertesten frühen Romanautorinnen der Isle of Man“ genannt wurde.

## Biografie
Lorimer wurde als achte und jüngste Tochter einer elfköpfigen Familie geboren. Ihre Eltern waren Thomas Webster Lorimer und Elizabeth Palmer. Ihr Vater arbeitete als Factor (Vertreter, Kommissionär) in Dupplin, einem Ort in der Grafschaft Perthshire. Von Perthshire aus zog die Familie auf die Isle of Man, wo Lorimer aufwuchs und die sie später auch in Romanen behandelte. Dort lebte sie fünfzehn Jahre lang und besuchte die High School in Castletown. Sie verbrachte drei Jahre in den USA, Kanada, China sowie Japan und reiste mehrfach nach Italien, insbesondere Sizilien.
Anfang der 1890er Jahre arbeitete Lorimer für den britischen Autor und Historiker Douglas Sladen (1856–1947). Er hatte sie zunächst als Gesellschafterin und Kindermädchen engagiert, da seine erste Ehefrau im Kindbett einen Schlaganfall erlitten hatte und dadurch psychisch beeinträchtigt war. Lorimer ermutigte die Familie dazu, Reisen zu unternehmen. Sie wurde Sladens Sekretärin und brachte mit ihm zusammen mehrere Bücher heraus, darunter Queer Things About Sicily (1905), zu dem sie den Teil Sicily from a woman's point of view (dt. „Sizilien aus der Sicht einer Frau“) beisteuerte.
Lorimer veröffentlichte 26 Romane (die vom The Oxford Companion to Edwardian Fiction als „rather sentimental“ eingestuft werden), beginnend mit A Sweet Disorder (1896) bis hin zu Where Ignorance Is Bliss (1938). Ihre Werke handeln unter anderem von einer Frau, die mit einem Mann zusammen lebt, der sie wegen seiner verrückten Ehefrau nicht heiraten kann (Catherine Sterling, 1903); von einer Frau, die von der Mafia entführt wird und sich in deren Anführer verliebt (On Etna: A Romance of Brigand Life, 1904) und von einer christlichen Syrerin, die zunächst mit einem jungen dummen Engländer verlobt ist, dessen Stand und Vorurteile eine Ehe unmöglich machen, und dann mit einem erfahreneren, intelligenten Engländer zusammenkommt (A Wife Out of Egypt, 1913). On Etna erhielt gute Kritiken und A Wife Out of Egypt wurde zum Bestseller. Mehrere ihrer Romane dienten als Vorlage für (Stumm-)Filme, darunter Howard C. Hickmans Drama The Lure of Egypt (1921), das auf Lorimers Buch There was a King in Egypt (1918) beruht.
Neben Belletristik schrieb Lorimer Reiseliteratur, beginnend mit By the Waters of Sicily... (1901), dem eine Reihe weiterer By the Waters...-Bücher (Carthage, Italy, Egypt, Germany, Africa) folgten. Außerdem verfasste sie Beiträge für die Zeitschrift The Girl’s Own Paper.
Ihre letzten 30 Lebensjahre verbrachte Norma Lorimer in Perth, wo sie 1948 starb.